# ليليا موريتز شوارتز
ليليا موريتز شوارتز مؤرخة وعالمة أنثروبولوجيا برازيلية. هي طبيبة في الأنثروبولوجيا الاجتماعية في جامعة ساو باولو وأستاذة كاملة في كلية الفلسفة والآداب والعلوم الإنسانية في نفس المؤسسة، وأستاذة زائرة (باحث عالمي) في جامعة برينستون.
مجالات دراستها الرئيسية هي الأنثروبولوجيا وتاريخ البرازيل في القرن التاسع عشر، مع التركيز على الإمبراطورية البرازيلية، والهوية الاجتماعية والعبودية والعلاقات العرقية بين الشعوب البيضاء والأفرو برازيلية.
في عام 1986 شاركت شوارتز مع زوجها لويس شوارتز في تأسيس دار النشر شركة الأحرف. هي أمينة متحف ساو باولو للفن، وتكتب عمودًا في الموقع الإخباري نيكسو جورنال.